# Kati Myllymäki
Pirjo Maila Katriina (Kati) Myllymäki, född 5 maj 1958 i Vasa, är en finländsk läkare. 
Myllymäki blev medicine licentiat 1984 och överläkare vid social- och hälsovårdsministeriet 2002. Hon var ordförande för Finlands Läkarförbund 1996–2000 och president för World Medical Association 2002–2003.